# 大城純男
大城 純男（おおしろ すみお、1951年4月 - ）は、日本の経済学者、札幌大学法学部教授、博士（経済学）（中京大学・論文博士・2007年）。

## 経歴
- 1951年4月 静岡県浜松市（旧天竜市、旧磐田郡上阿多古村）生まれ
- 1964年3月 天竜市立藤平小学校卒業
- 1967年3月 天竜市立上阿多古中学校卒業
- 1970年3月 静岡県立浜松北高等学校卒業
- 1975年3月 名古屋大学法学部法律学科卒業
- 1975年4月 名古屋市役所就職

（地下鉄・市バス、留学生支援、観光・コンベンション・メッセ振興、研究学園都市、統計解析、市マスタープラン策定、生涯学習、図書館、まちづくり、NPOとの協働、外資系企業誘致などを名古屋市役所で担当）
- 2001年3月 名古屋大学大学院経済学研究科修士課程修了（経済学修士（名古屋大学）の学位を取得）
- 2004年3月 中京大学大学院経済学研究科博士後期課程単位取得満期退学
- 2007年9月 中京大学より博士（経済学）の学位を取得
- 2008年3月 名古屋市役所早期退職
- 2008年4月 札幌大学法学部教授就任

## 研究分野
- 都市経済学
- 地域経済学
- 環境経済学
- 公共経済学
- まちづくり
- 都市計画
- 地方自治
- 法学概論
- 地方自治法
- 政策法務論

## 所属学会
- RSAI(Regional Science Association International)
- 日本地域学会
- 応用地域学会
- 都市計画学会
- 経済地理学会
- 日本観光学会
- 都市地理学会

## 主な社会活動
- 北海道政策評価委員会委員(2010～)
- 日本自然保護協会自然観察指導員(2007～)

## 所属研究会
- 計量分析研究会
- 札幌大学地域システム研究会
- 札幌地方自治法研究会

## 主要著書
- 『都市の環境評価と都市政策』大学教育出版(2007)
- 『新図表地方自治法・公務員法』東京法令出版（1985，2011第11訂版2刷）

### 研究室ブログ
- 札幌大学大城純男研究室